# 索尼亞奇涅 (別利亞耶夫卡區)
46°38′58″N 30°22′7″E / 46.64944°N 30.36861°E
索尼亞奇內（烏克蘭語：Сонячне）是位於烏克蘭西南部的村莊，由敖德萨州敖德萨区的維霍達市鎮負責管轄。該村始建於1923年，面積0.85平方公里，海拔高度90米，2001年人口205，人口密度每平方公里241.18人。